# مجموعه نزار
در شاخه‌های توپولوژی عمومی و نظریه مجموعه‌های توصیفی از ریاضیات، مجموعه نزار (به انگلیسی: Meagre Set) (یا Meager Set) (که به آن مجموعه از رسته اول یا Set of First Category نیز می‌گویند)، مجموعه ای است که به عنوان زیرمجموعه‌ای از یک فضای توپولوژیکی (اغلب بزرگتر) در نظر گرفته شده و به معنای دقیق کلمه، کوچک یا قابل اغماض است. فضای توپولوژیکی چون T را نزار گویند اگر زیرمجموعه نزاری از خودش باشد، در غیر این صورت به آن غیر-نزار گفته می‌شود.
زیرمجموعه‌های نزاری از یک فضای ثابت، تشکیل {\displaystyle \sigma }-ایده‌آلی از زیرمجموعه‌ها می‌دهند؛ یعنی، هر زیرمجموعه از یک مجموعه نزار، نزار است و اجتماع شمارایی از مجموعه‌های نزار، نزار می‌باشد. توپولوژی‌دانان عمومی از اصطلاح فضای بئر، جهت ارجاع به رده وسیعی از فضاهای توپولوژی که مفهوم مجموعه نزار بر رویشان بدیهی نیست (به‌خصوص این که کل فضا نزار نیست)، استفاده می‌کنند. نظریه مجموعه‌دانان توصیفی، عمدتاً به مطالعه مجموعه‌های نزار به عنوان زیرمجموعه‌هایی از اعداد حقیقی، یا به‌طور کلی تر زیرمجموعه‌ای از هر فضای پولیش، پرداخته و اصطلاح فضای بئر را برای یک فضای پولیش خاص نگه می‌دارند.
متمم یک مجموعه نزار، مجموعه هم-نزار یا مجموعه مانده‌ای است. مجموعه‌ای که نزار نباشد را غیر-نزار نامیده و گفته می‌شود از رسته دوم است. توجه کنید که مفاهیم مجموعه هم-نزار و مجموعه غیر-نزار با هم معادل نیستند.

## کتابشناسی
- Narici, Lawrence; Beckenstein, Edward (2011). Topological Vector Spaces. Pure and applied mathematics (Second ed.). Boca Raton, FL: CRC Press. ISBN 978-1584888666. OCLC 144216834.
- Rudin, Walter (1991). Functional Analysis. International Series in Pure and Applied Mathematics. Vol. 8 (Second ed.). New York, NY: McGraw-Hill. ISBN 978-0-07-054236-5. OCLC 21163277.